# Черновское (Пермский край)
Черновское — село в Большесосновском районе Пермского края. Административный центр Черновского сельского поселения.

## История
Село Черновское на р. Сива, центр Черновского сельского поселения. Поселение основано в 1713 г. Первоначально — «починок на реке Сиве». В 1716 г. уже с. Ильинское (название по местной церкви Ильи Пророка), в 1719 г. — «Ильинское, Чёрное тож». Современное наименование получило по р. Чёрная, правому притоку р. Сивы. В 1924 г. здесь открылась школа крестьянской молодежи (ШКМ). В 1925 г. образована промартель «Труженик», в 1930 г. — укрупненный колхоз «Коминтерн» (позднее — сельхозартель им. Дзержинского). 27 ноября 1970 г. на базе колхоза им. Дзержинского создан совхоз «Дзержинский». С 15 марта 1931 г. до октября 1958 г. существовала Черновская МТС, затем, с марта 1960 г., действовала Черновская РТС (ремонтно-техническая станция). С 1932 по 8 августа 1962 г. работал льнозавод. До января 1939 г. здесь находился Черновской участок Еловского лесозаготовительного района (лесозага). В декабре 1959 г. создана укрупненная районная межколхозная строительная организация (МСО). В 1960 г. основан сыродельный завод (ранее, в 1950-х гг., здесь был маслозавод). С 1962 г. существовал филиал Зюкайского сельскохозяйственного ремесленного училища. Черновское являлось центром Черновской волости Оханского уезда, Черновского района (27 февраля 1924 — 10 июня 1931 г.) и (25 января 1935 — 4 ноября 1959 г.), Черновского сельского совета (до января 2006 г.). В бытность Черновского района здесь выходила районная газета «Кировец» (7 марта 1935 — 20 нояб. 1959 г.).

## Географическое положение
Расположено на левом берегу реки Сива, напротив места впадения в неё реки Чёрная, примерно в 23 км к югу от центра района, села Большая Соснова.

## Население
| 2010 | 2021  |
| ---- | ----- |
| 1806 | ↘1661 |

## Инфраструктура
В селе имеются СВА со стационаром дневного пребывания на 10 коек, 2 аптеки, средняя общебразовательная школа, дом культуры, детский сад, пожарная часть, спортивная детско-юношеская школа олимпийского резерва, созданная в 1982 году при Черновской средней школе, заслуженным учителем РФ Г. И. Складневым, выпустившая восемь мастеров спорта по лыжным гонкам; почта, ЗАО ПМК-14 (дорожный ремонт), ЗАО Искра (с/х), несколько ИП сельхозпереработки, деревообработки, около 30 магазинов различной направленности (продукты, промышленные товары, детские товары, автозапчасти), 2 кафе, столовая. Архитектура, достопримечательности: памятник жертвам гражданской войны (установлен 7 ноября 1920 г.); археологические памятники — селища Черновское I, II, III (железный век); дома купцов Горохова и Кашкарова, купеческие склады (кон. 19 — нач. 20 в.).

## Известные уроженцы
В селе жил и здесь же умер Герой Советского Союза (1945) Василий Григорьевич Злыднев. На доме, где он жил, 9 мая 1985 г. была установлена мемориальная доска.
Село — родина Григория Васильевича Юрьевского (1861 — после 1926 гг.), деятеля городского самоуправления, в 1916—1917 гг. исполнявшего обязанности Пермского городского головы; Георгия Аполлинарьевича Денисова (1909 — после 1987 гг.), крупного партийного деятеля, 1-го секретаря ряда обкомов партии, заведующего сельскохозяйственным отделом ЦК КПСС, посла СССР в Болгарии и Венгрии.

## Топографические карты
- Лист карты O-40-86 Черновское. Масштаб: 1 : 100 000. Состояние местности на 1983 год. Издание 1984 г.